# Asplenium jenmanii
Asplenium jenmanii är en svartbräkenväxtart som beskrevs av George Richardson Proctor. Asplenium jenmanii ingår i släktet Asplenium och familjen Aspleniaceae. Inga underarter finns listade.